# Pavarotti Music Centre

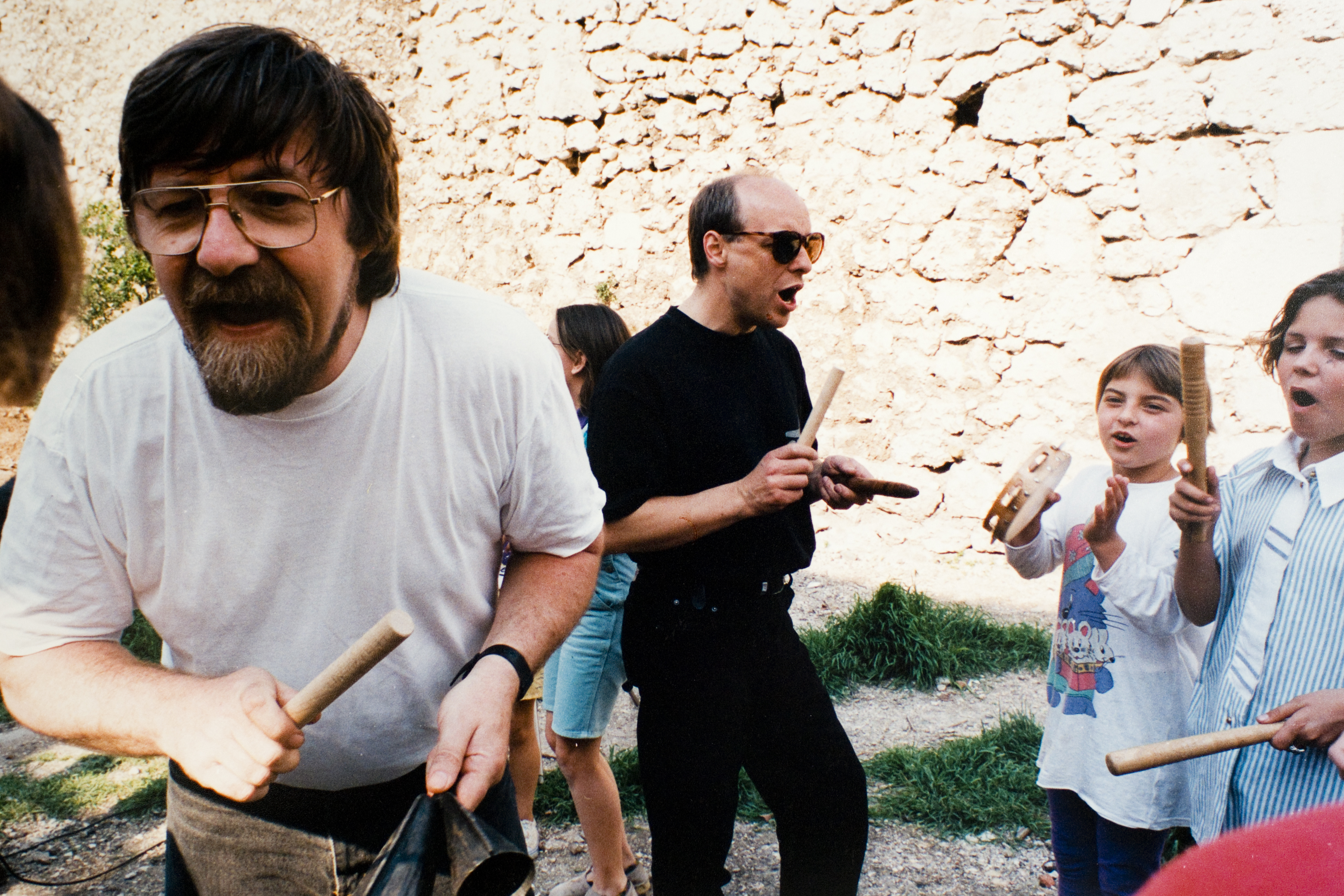
Nigel Osborne e Brian Eno trabalhando em Mostar no Pavarotti Music Centre 1994-1995.

Pavarotti Music Centre (conhecida localmente como Pavarotti Centar) é uma instituição de artes sem fins lucrativos localizada em Mostar, na Bósnia e Herzegovina. Foi inauguração em 21 de dezembro de 1997 e suas instalações estão localizadas em uma antiga escola primária . Foi financiado inteiramente pela War Child, graças a uma série de shows organizados por Luciano Pavarotti, Brian Eno, pelos membros do U2 e outros artistas. O centro oferece educação musical para jovens e oferece uma série de outros serviços, como oficinas, aulas de dança, performances de teatro e aulas de música. O Pavarotti Music Centre situa-se num edifício construído em 1908, durante o período austro-húngaro de acordo com o projecto do arquitecto D. Knezic. Foi fundado como um centro de música dedicado a minimizar o sofrimento das crianças bósnias na cidade de Mostar, desenvolvolvendo trabalhos de musico-terapia, expressão musical e aulas de música para as crianças da cidade.

## Atividades
O Pavarotti Music Centre oferece uma variedade de atividades educativas e criativas para crianças e adolescentes e que muitas vezes empregam elementos da terapia criativa. Ele também se envolve em uma variedade de programas de arte e música em Mostar e da região. O Centro se esforça para reviver a cena artística das comunidades locais, através da organização de diversas palestras e seminários, proporcionando espaço e equipamentos para organizações sem fins lucrativos, instituições e indivíduos. Promove o desenvolvimento das relações e da cooperação com outras organizações culturais, juventude, educacional e social a nível local e internacional. É um dos pontos turísticos de Mostar.